# Down Road Nature Reserve
Down Road Nature Reserve ist ein Landschaftsschutzgebiet mit der IUCN-Kategorie Ia etwa vierzehn Kilometer nordwestlich von Albany. Es besteht seit 1932 und bedeckt eine Fläche von etwa 7,78 Quadratkilometern.
Die Mount Barker-Albany 132 kV Powerline verläuft durch Down Road Nature Reserve.

## Geografie
Das Schutzgebiet liegt beim Ort Drome. Durch das Gebiet führen einige ungeteerte Wege. Außerdem fließt ein kleiner Fluss durch das Gebiet. Die Feuchtgebiete Marbellup Flats und Seven Mile Creek reichen bis ins Schutzgebiet.

## Flora
Im Naturschutzgebiet wachsen Beaufortia sparsa. Der Wald im Schutzgebiet ist ein Mischwald aus Jarrah und Marri Bäumen.